# Општина Бабени (Салаж)
Бабени (рум. Băbeni) општина је у Румунији у округу Салаж.
Oпштина се налази на надморској висини од 199 m.